# Wagimo signata
Wagimo signata este un fluture din familia Lycaenidae. Acesta a fost descris de către Arthur Gardiner Butler în 1881. Se găsește în Orientul Îndepărtat Rus (Ussuri, Primor'e), China centrală și de nord-est, Coreea și Japonia.
Adulții eclozează la mijlocul lunii iulie.
Larvele se hrănesc cu specii de Quercus (printre care Q. dentata, Q. serrata, Q. mongolica, Q. acutissima, Q. alinea și Q. variabilis), precum și Cyclobalanospsis glauca. La primul stadiu de dezvoltare, larvele intră în muguri. Mai târziu se hrănesc cu flori și frunze proaspete. Stadiul de pupă este petrecut în interiorul unui adăpost pe care larva l-a creat prin consumarea scoarței.

## Subspecii
- Wagimo signata signata
- Wagimo signata minamii (Fujioka, 1994)
- Wagimo signata quercivora (Staudinger, 1887) (sudul Ussuri)